# Robeasca
Robeasca là một xã thuộc hạt Buzău, România. Dân số thời điểm năm 2002 là 1308 người.